# Инаугурация Сооронбая Жээнбекова
Инаугурация Сооронбая Шариповича Жээнбекова в качестве Президента Киргизской Республики состоялась 24 ноября 2017 года, которая ознаменовала начало первого шестилетнего срока Сооронбая Жээнбекова на посту президента Кыргызстана. Прошла в Государственной резиденции «Ала-Арча» в доме приёмов «Энесай».
Инаугурация была объявлена первой мирной передачей власти в Кыргызстане за всю его независимую историю (после инаугурации Алмазбека Атамбаева).

## Обзор
Сооронбай Жээнбеков победил на президентских выборах в Кыргызстане, состоявшихся 15 октября 2017 года, набрав свыше 54 % голосов избирателей. Его оппонентом был бывший премьер-министр Кыргызстана Омурбек Бабанов.
Предыдущий президент Алмазбек Атамбаев, срок полномочий которого был ограничен шестью годами, очень сильно поддерживал Сооронбая Жээнбекова на посту президента.

## Подготовка
По оценкам, на церемонию вступления в должность президента Сооронбая Жээнбекова было потрачено 8 миллионов 404 тысячи 248 сомов. Однако изначально планировалось потратить 13 миллионов 100 тысяч сомов.

## Церемония
Церемония состоялась 24 ноября 2017 года и стала первой церемонией инаугурации президента Кыргызстана, которая была проведена в государственной резиденции «Ала-Арча».
На церемонию инаугурации были приглашены 450 человек, в том числе Герои Киргизской Республики, депутаты Жогорку Кенеша, члены Правительства, послы в Кыргызстане, семьи жертв и участников Киргизской революции 2010 года, а также представители международных организаций. Экс-президент Роза Отунбаева не была приглашена на церемонию.
Церемония началась в 10:00 в Доме приёмов «Энесай».
В ходе церемонии инаугурации президент Сооронбай Жээнбеков принёс присягу народу Кыргызстана. Далее он должен был поцеловать флаг, но случился конфуз — полотнище накрыло его лицо. Вторая попытка оказалась более удачной. Председателем ЦИК Кыргызстана Нуржан Шайлдабековой ему были вручены удостоверение президента, нагрудной знак и штандарт главы государства. Затем прозвучал государственный гимн Киргизской Республики, сыгранный оркестром Генерального штаба Вооружённых сил Кыргызстана. После этого С. Жээнбеков выступил с инаугурационной речью на киргизском, а затем на русском языке. С обращением к народу Кыргызстана и напутственной речью к избранному президенту выступил уходящий президент Алмазбек Атамбаев, также сначала на киргизском, а затем на русском языке. В ходе выступления А. Атамбаев зачитал С. Жээнбекову своё напутствие, написанное им же в форме стихотворения. В нём Атамбаев пожелал Жээнбекову успехов, назвав его «соке, досум» («мой друг»), чтобы на его пути не попадались «враги, притворяющиеся друзьями» и те, «кто жаждет мести, находясь рядом».
Сооронбай Жээнбеков выразил благодарность Атамбаеву и первым указом пообещал его наградить:
Я выражаю глубокую благодарность от имени нашего народа уважаемому Алмазбеку Шаршеновичу, который трудился во благо страны и вывел Кыргызстан на путь развития! Начатый Вами путь кыргызского кочевья будет продолжен! За Ваши мужество и мудрость, за то, что Вы искренне и честно служили Кыргызстану, его народу, Вы заслуживаете высшего звания «Герой Кыргызской Республики» и особого знака отличия «Ак шумкар». Я надеюсь, что удостоюсь чести вручить Вам эти высшие награды нашего государства от имени всего народа. После вступления в должность президента мой первый указ будет об этом.
Далее Сооронбай Жээнбеков и Алмазбек Атамбаев направились в Белый дом, где была выстроена рота Почётного караула Национальной гвардии Кыргызстана, которая ожидала их, чтобы начать церемонию вступления С. Жээнбекова в должность главнокомандующего Вооружёнными силами Кыргызстана. После того, как Сооронбай Жээнбеков и Алмазбек Атамбаев осмотрели почётный караул, в честь Жээнбекова был проведён парад. Затем они направились в рабочий кабинет главы государства.